# Eptesicus isabellinus
Eptesicus isabellinus és una espècie de ratpenat de la família dels vespertiliònids. Viu a altituds de fins a 1.800 msnm a Algèria, Espanya, Gibraltar, Líbia, el Marroc, Portugal i Tunísia. Ocupa una gran varietat d'hàbitats, incloent-hi els semideserts, els boscos secs temperats i subtropicals, els matollars mediterranis, els camps de conreu i les zones suburbanes. És una espècie en risc mínim, és a dir, no sembla que hi hagi cap amenaça significativa per a la seva supervivència. El seu nom específic, isabellinus, significa ‘isabel·lí’ en llatí.